# Námraza

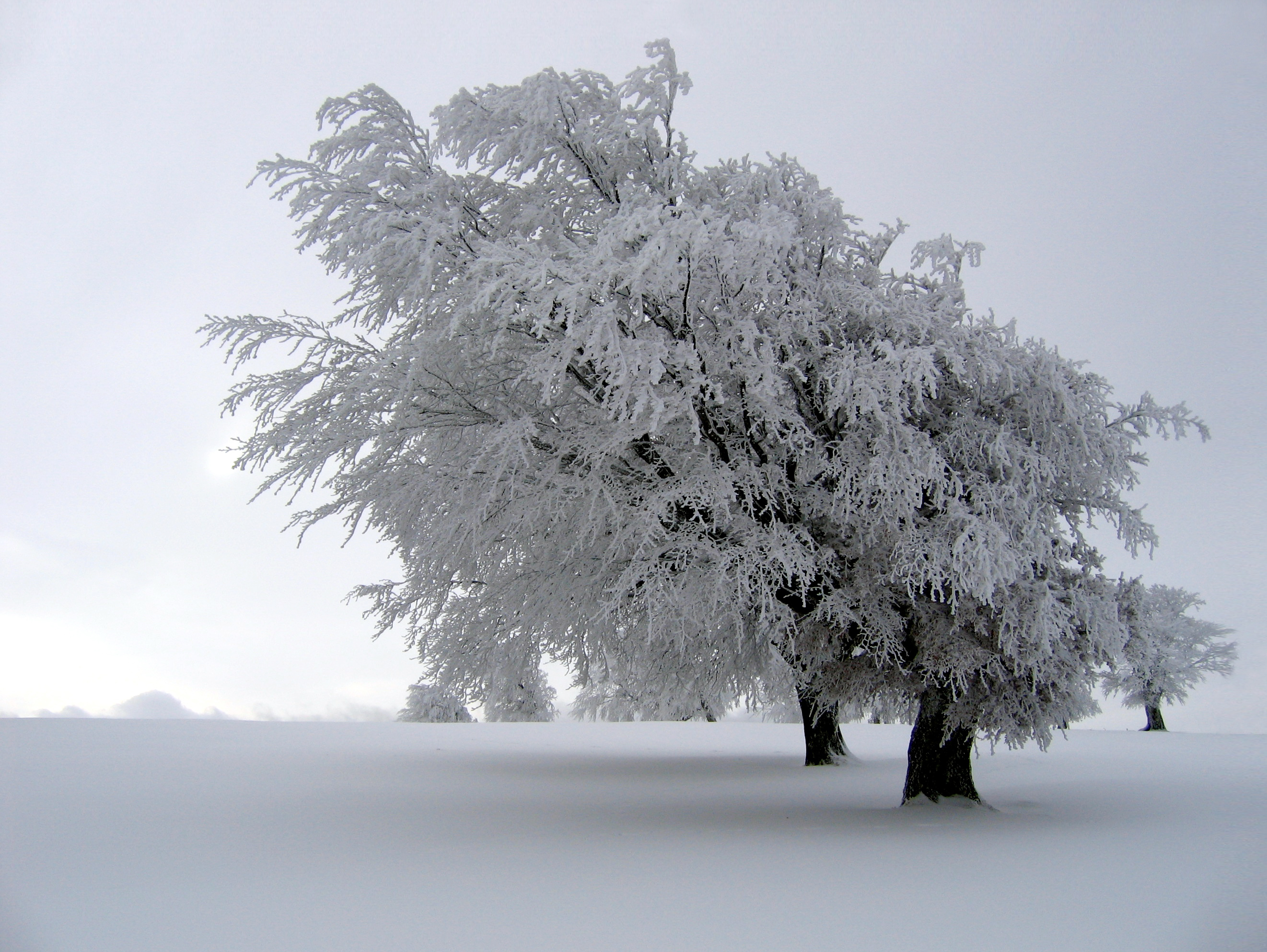
Námraza na stromech

Námraza je atmosférický jev, který se projevuje vznikem ledových krystalů na povrchu objektů působením následující vlivů:
- mrznutím drobných kapének vzdušné vlhkosti (mraků, mlhy apod.) při jejich styku s povrchem země, objektů nebo jiných předmětů o teplotě 0 °C a nižší,
- srážením (desublimací) vzdušné vlhkosti na dostatečně prochlazeném zemském povrchu nebo předmětech, a to i bez přítomnosti mlhy nebo oblačnosti.[1]

## Typy námraz podle struktury
- průsvitná námraza s průsvitným a drsným povrchem vzniká na předmětech ochlazených na 0 až −3 °C. Kapky vody mrznou pomalu, proto vyplňují celý prostor a vytváří kompaktní vrstvu ledu, bez vzduchových bublinek nebo jiných nečistot. Podobá se ledovce, která má ovšem odlišné příčiny vzniku. Je velmi přilnavá a odolná vůči větru, odstranění je možné pouze pomocí tání nebo mechanického rozbití.
- zrnitá námraza tvoří usazeniny v podobě bílých trsů vláknité struktury, vzniká rychlým zmrznutím na předmětech ochlazených na −2 až −10 °C. Je přilnavá, ale snadno oddělitelná od povrchu.[1]
- krystalická námraza (jinovatka) tvoří krystalické usazeniny, vzniká zejména při teplotách nižších než −8 °C.

## Pravděpodobnost vzniku
Nejvyšší pravděpodobnost vzniku námraz je při styku prochlazeného povrchu (0 až −4 °C) objektů s vlhkým vzdušným prouděním. Při teplotách pod −4 °C a nižších výrazně klesá možnost vzniku a při teplotách pod −12 °C námraza téměř nevzniká nebo je velice slabá.

## Problémy
Průsvitná a zrnitá námraza se hromadí na objektech jako stromy, stožáry či elektrická vedení a může vést k jejich poškození.
Průsvitná a zrnitá námraza způsobuje problémy také v letecké a silniční dopravě. U lodní dopravy se projevuje zamrzání drobných kapiček, ulpívajících na pevných částech plavidla.
- vznik námrazy na silničních komunikacích
- vznik námrazy u lodí, plavících se v oblastech s teplotou vzduchu pod bodem mrazu
- vznik námrazy na náběžných hranách křídel a jiných částech letadel